# Zębowice
Zębowice (in tedesco Zembowitz) è un comune rurale polacco del distretto di Olesno, nel voivodato di Opole.
Ricopre una superficie di 95,81 km² e nel 2006 contava 4 090 abitanti.
Nel comune vige il bilinguismo polacco/tedesco.